# Edgar Nathaniel Johnson
Edgar Nathaniel Johnson (geboren 4. April 1901 in Chicago; gestorben 31. Dezember 1969 in Northampton, Massachusetts) war ein US-amerikanischer Historiker.

## Leben
Edgar Nathaniel Johnson war ein Kind schwedischer Immigranten in den USA, sein Vater Frank E. Johanson war Handwerker, er kam aus Schweden und wurde 1898 eingebürgert, seine Mutter Mabel A. Walstrom war bereits in Chicago geboren worden. Johnson hatte zwei jüngere Geschwister und ging in Holly (Michigan) und LaPorte (Indiana) zur Schule. Er studierte Geschichte an der Chicago University und lehrte dort als Instructor. 1927/28 hielt er sich an der Universität München auf. Er wurde 1931 promoviert und ging als Assistent an die University of Nebraska, an der er 1942 zum Professor für Europäische Geschichte avancierte. 1936 heiratete er Emily L. Floyd, sie hatten zwei Kinder.
Johnson wurde 1943 als Analytiker für den europäischen Kriegsschauplatz zum Office of Strategic Services (OSS) in Washington, D. C. eingezogen. Im Juni 1944 wurde er als Leiter der Österreich-Gruppe nach London abgeordnet, die Gruppe bereitete sich im befreiten Italien auf ihren Einsatz vor. Von Mai 1945 bis November 1945 war er in Wien stationiert. Von Februar bis August 1946 kam er zu Lucius D. Clay bei OMGUS nach Berlin. Johnson kehrte zu seiner Familie nach Lincoln zurück und lehrte dort Geschichte bis 1958, als er an die Brandeis University in Waltham wechselte. Von 1965 bis 1969 war er noch Professor an der University of Massachusetts Amherst.

## Schriften (Auswahl)
- The Secular Activities of the German Episcopate 919–1024 (= University of Nebraska Studies. Bände 30/31). University of Nebraska, Lincoln 1932 (handle.net – zugleich: Dissertation, University of Illinois at Chicago).
  - Rezension: Conrad Henry Moehlman: Medieval German Episcopate. In: The Journal of Religion. Band 13, Nr. 2, 1933, S. 230 f., doi:10.1086/481307.
- mit James Westfall Thompson: An Introduction to Medieval Europe 300–1500. Norton, New York 1937, OCLC 19683883.
- Freedom and the University. Cornell University Press, Ithaca 1950, OCLC 188448.
- Werner Breunig, Jürgen Wetzel (Hrsg.): Fünf Monate in Berlin. Briefe von Edgar N. Johnson 1946 (= Schriftenreihe des Landesarchivs Berlin. Band 18). De Gruyter Oldenbourg, München 2014, ISBN 978-3-486-73566-6.